# Famille de Pillot
La famille de Pillot est une famille subsistante de la noblesse française, originaire de Franche-Comté (Besançon).

## Histoire

### Les origines
Le Catalogue de la noblesse de Régis Valette indique que la famille de Pillot a été anoblie à la fin du XVe siècle (1494).
En 1494, Claude de Pillot est anobli par lettres de l'empereur Maximilien.
Henri Jougla de Morenas, dans son armorial général, dit pour sa part, que la famille de Pillot était une famille marchande au XVe siècle.
En 1438 Gérard Pillot, marchand et cogouverneur (membre du conseil municipal de l'époque) de Besançon fait son testament. Son fils Pierre Pillot sera également cogouverneur de Besançon de 1448 à 1450.
Famille venue du négoce bisontin qui acquit la seigneurie de Chenecey au XVIe siècle.

## Branches
Elle forma deux branches principales, fondées par deux frères au XVe siècle : ces deux branches subsistent avec :

### Branche aînée: de Pillot-Coligny
La branche aînée des Pillot seigneurs de Chenecey, ajoutera à son nom celui de Coligny à la suite du mariage en 1747 d'Élisabeth de Sanderleben de Coligny (issue en lignée féminine des Wurtemberg-Montbéliard et des Coligny : cf. les articles consacrés à Georges II et son fils Léopold) avec Thomas de Pillot de Chenecey qui fut titré en 1761 comte de Pillot-Coligny et du Saint-Empire par l'Empereur germanique François Ier.

### Branche cadette: de Pillot-Chantrans
La branche cadette, formée par les Pillot seigneurs de Chastellard et de Magny, fut titrée marquis de Pillot-Chantrans en 1780.
Le titre de marquis de Pillot-Chantrans est purement honorifique et ne repose pas sur l'érection d'un marquisat comme c'était d'usage sous l'Ancien Régime.

## Personnalités
- Louise de Pillot de Coligny-Châtillon (1881-1963), une des premières aviatrices françaises, amante puis la muse de Guillaume Apollinaire, la célèbre Lou.

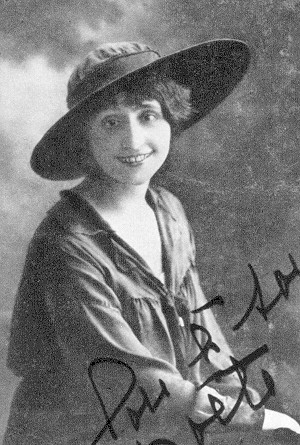
Louise de Pillot de Coligny-Châtillon

## Armes
D'azur à trois fers de lances versés d'argent, deux et un,.